# Rasbora borapetensis
Rasbora borapetensis Smith, 1934 è un pesce osseo d'acqua dolce appartenente alla famiglia Cyprinidae.

## Distribuzione e habitat
Proviene dai bacini dei fiumi Chao Phraya e Mekong, nuota soprattutto negli affluenti minori.

## Descrizione
È una specie di piccole dimensioni, infatti non supera i 6 cm. La colorazione è pallida eccetto per una linea nera sormontata da una giallastra, orizzontali che terminano sul peduncolo caudale. Le pinne sono trasparenti eccetto la base della pinna caudale, rossa.

## Biologia

### Comportamento
È una specie pacifica che nuota in banchi.

### Alimentazione
Si nutre di piccoli invertebrati acquatici, in particolare insetti, vermi e crostacei.

### Riproduzione
È oviparo e la fecondazione è esterna. Non ci sono cure nei confronti delle uova

## Conservazione
Questa specie è comune e l'unico pericolo che potrebbe minacciarla, cioè il degrado del suo habitat, non influisce particolarmente sulla popolazione. Quindi viene classificata come "a rischio minimo" (LC) dalla lista rossa IUCN.